# Ralf Hütter
Ralf Hütter (Krefeld, Alemania; 20 de agosto de 1946) es un músico alemán, miembro y fundador del grupo pionero de la música electrónica Kraftwerk junto a Florian Schneider.

## Biografía
Nació el 20 de agosto de 1946 en la ciudad de Krefeld cerca de Düsseldorf, Alemania. Estudió música clásica en el conservatorio de Düsseldorf. 

## Kraftwerk
Ralf Hütter es el cantante principal, teclista y reconocido como el líder de la banda Kraftwerk. En el verano de 1968 conoció a Florian Schneider. Juntos formarían Organisation y en 1970 Kraftwerk. 
Generalmente es él el que concede las entrevistas. Su voz profunda ayudó a la banda a destacarse sobre el resto en los años 1970 y aún lo sigue haciendo.

## Ciclismo
Hütter es además ciclista. En 1983 estuvo envuelto en un accidente durante el período de grabación del álbum Techno Pop. Estuvo en el hospital durante meses, y según Karl Bartos, lo primero que dijo al despertar del coma fue: "¿Dónde está mi bicicleta?".
- Datos: Q372438
- Multimedia: Ralf Hütter / Q372438